# The Age of Dragon Knights
『The Age of Dragon Knights』（ザ・エイジ・オブ・ドラゴン・ナイツ）は、JAM Projectの6枚目のオリジナルアルバム。2020年1月1日にLantisから発売された。

## 参加アーティスト
- ALI PROJECT
- angela
- 梶浦由記
- GRANRODEO
- 寺田志保
- 畑亜貴
- FLOW
- 宮崎誠
- R・O・N

## 収録曲
1. to the next era [2:33]
作曲・編曲：梶浦由記
2. The Age of Dragon Knights [5:23]
作詞：影山ヒロノブ・奥井雅美、作曲：影山ヒロノブ、編曲：寺田志保
3. ROCK五銃士 [4:46]
作詞：谷山紀章、作曲・編曲：飯塚昌明
4. HERE WE GO! [5:20]
作詞：atsuko、作曲：atsuko・KATSU、編曲：KATSU
5. GENESIS [4:58]
作詞：奥井雅美、作曲：きただにひろし、編曲：山本直哉
6. 龍驤-Ryujou [4:31]
作詞：宝野アリカ、作曲・編曲：片倉三起也
サビ直後にBIG FISH AUDIO社のループ音源『SYMPHONIC MANOEUVRES』より「To The Death[1]」が利用されている。イントロにPRIME LOOPSのサンプル音源『ORCHESTRAL SCORES』より「Destructed School[2]」が利用されている。 サビに2番～3番の間奏にセルゲイ・ラフマニノフの『幻想的小品集 前奏曲』が引用されている。
7. Shout [4:50]
作詞：奥井雅美、作曲：福山芳樹、編曲：寺田志保
8. Freaking out! 〜復活のオイパンク〜 [4:02]
作詞・作曲：影山ヒロノブ、編曲：宮崎誠
  - PlayStation 4 / Xbox One『ONE PUNCH MAN A HERO NOBODY KNOWS』オープニングテーマ
9. Homeward bound [4:43]
作詞：影山ヒロノブ・Serena Lee、作曲：ヒカルド・クルーズ、編曲：河野陽吾
10. ジャイアントスイング [3:58]
作詞：KOHSHI（FLOW）、作曲・編曲：TAKE（FLOW）
11. KINGDOM of "J" [6:39]
作詞：畑亜貴、作曲・編曲：寺田志保
12. 羽衣伝説 〜龍と天女の愛物語〜 [4:24]
作詞：奥井雅美、作曲・編曲：R・O・N
13. Returner 〜復活のレジェンド〜 [4:02]
作詞・作曲：影山ヒロノブ、編曲：宮崎誠
  - 『バトルスピリッツ サーガブレイヴ』メインテーマソング
14. Are U Ready? -闘わknight!- [4:15]
作詞・作曲：遠藤正明、編曲：鈴木マサキ
15. flags [4:04]
作詞・作曲・編曲：宮崎誠